# Данія в Першій світовій війні
Данія дотримувалася нейтралітету у Першій світовій війні. Данія підтримувала торгівлю з обома сторонами війни та була серед кількох нейтральних країн, що експортували м'ясні консерви для німецької армії. Данські спекулянти нажили статки на м'ясних консервах, які найчастіше були посередньої якості. Під час війни було потоплено 275 данських торгових судів, близько 700 данських моряків загинули.

## Фортифікаційні заходи

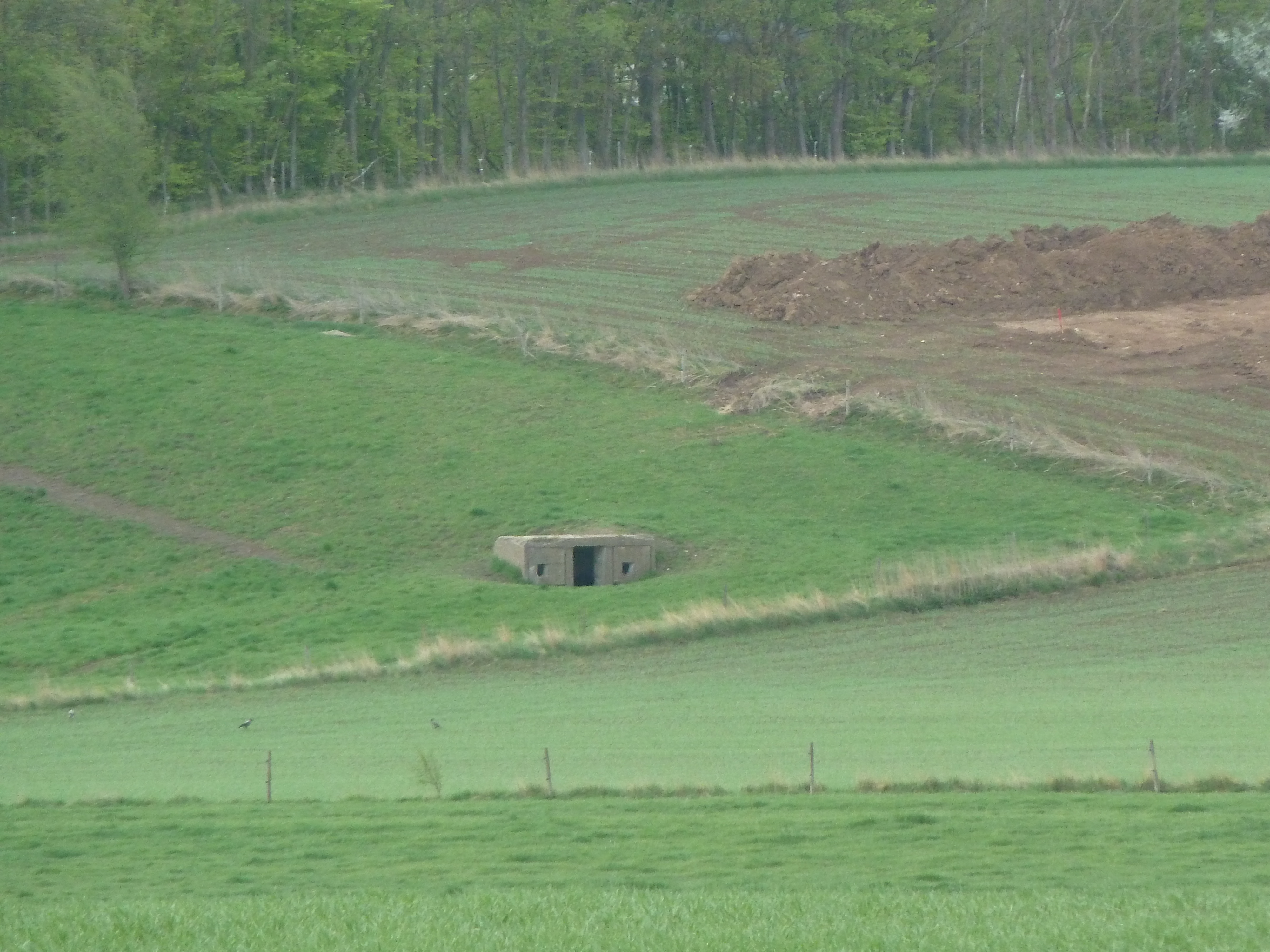
Залишки «Тунестілінгена»

На початку війни Данія мобілізувала близько 50 000 резервістів для будівництва укріплень Копенгагена. Це була приблизно половина тих сил, які Данія мала мобілізувати у разі війни. Обмежуючи мобілізацію та називаючи мобілізовані підрозділи «силами безпеки» (дан. Sikringsstyrken), данський уряд намагався переконати великі держави в тому, що він не має наміру вступати у війну .
Під час війни було збудовано додаткову захисну споруду «Тунестіллінген» («Лінія мелодії»). Воно тяглося від затоки Коге до фіорда Роскілле. Війна висунула на перший план той факт, що старі укріплення Копенгагена 1880-х і 1890-х років були застарілими і знаходилися надто близько від столиці, щоб захистити її від сучасних артилерійських обстрілів.

## Мінування данських територіальних вод
Данський уряд поступився тиском з боку Німеччини і встановив морські міни в данських водах з мовчазної згоди Великої Британії, попри те, що Данія була зобов'язана відповідно до міжнародного права тримати свої територіальні води відкритими.
Німці вже почали мінувати данські територіальні води, щоб захистити Німеччину від британського військово-морського наступу. Замінувавши власний морський простір, данський уряд намагався не дати Німеччині приводу для окупації.

## Етнічно данське населення Південної Ютландії
Під час війни у німецьких збройних силах служили понад 30 000 етнічних данчан із Південної Ютландії у прусській провінції Шлезвіг-Гольштейн. Усього під час війни загинуло близько 5300 людей із Південної Ютландії.